# Hans Hahn (Jagdflieger)
Hans Robert Fritz „Assi“ Hahn (* 14. April 1914 in Gotha; † 18. Dezember 1982 in München) war ein deutscher Luftwaffenoffizier und Jagdflieger der Luftwaffe im Zweiten Weltkrieg. Bei 560 Einsätzen erzielte er 108 Luftsiege.

## Leben
Hahn war der Sohn eines Finanzrates. Sein späterer Schwiegervater war Generaloberst Heinrich von Vietinghoff.

### Luftwaffe

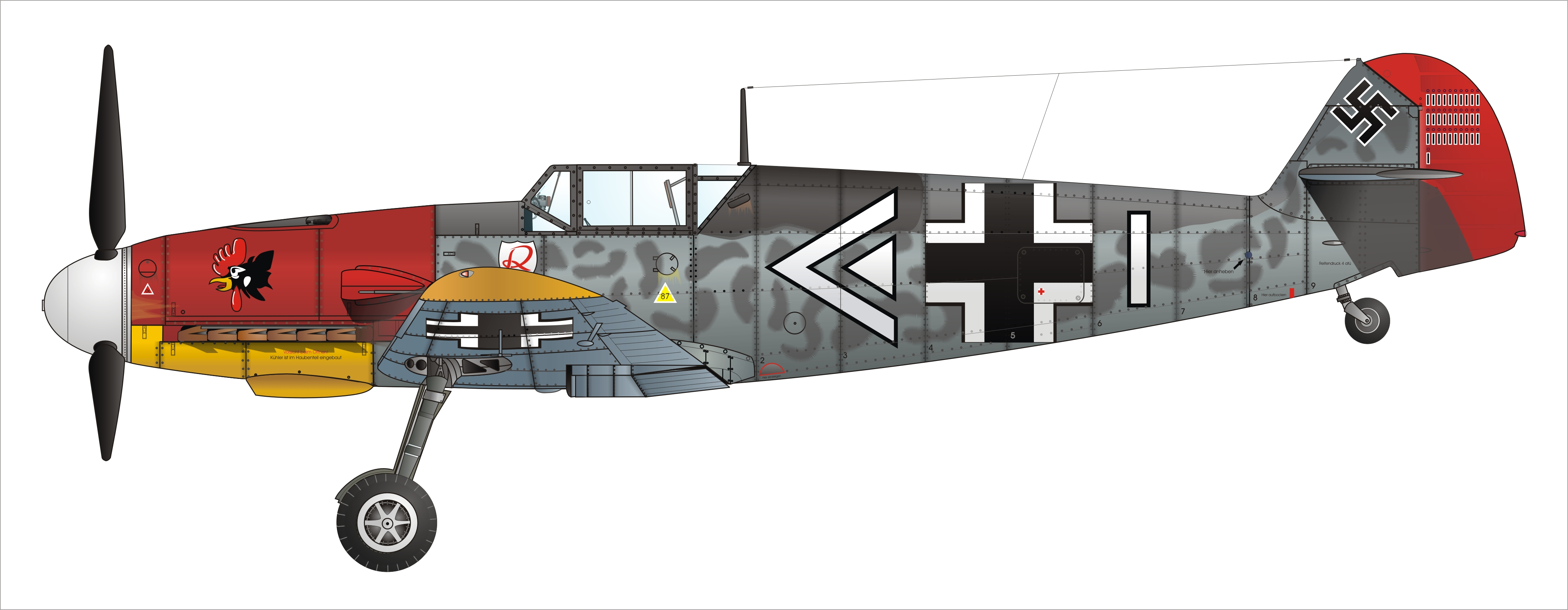
Bf 109 F-2, Hans Hahn, Frankreich 1941

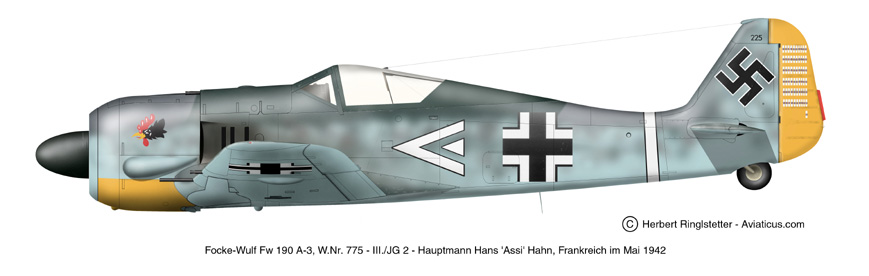
Focke-Wulf Fw 190 A-3, W.Nr. 775 - III./JG 2, Hauptmann Hans Hahn, Frankreich im Mai 1942

Nach seinem Abitur, das Hahn am Humanistischen Gymnasium Ernestinum Gotha erwarb, trat er am 1. April 1934 als Offiziersanwärter der Reichswehr bei. Dort diente er zunächst im 14. (Bad.) Infanterie-Regiment. Von Januar bis Oktober 1935 war er zur Offiziersausbildung an der Kriegsschule in München, nach deren Abschluss er zum Oberfähnrich befördert wurde. Im November 1935 wechselte er zur Luftwaffe. Am 1. April 1936 schloss er seine in Celle absolvierte Pilotenausbildung ab, wurde zum Leutnant befördert und am 15. April zur 4. Staffel in der an diesem Tage neu aufgestellten II. Gruppe des Jagdgeschwaders 134 in Werl kommandiert.
Als ausgezeichneter Moderner Fünfkämpfer war er als Teilnehmer bei den Olympischen Sommerspielen 1936 in Berlin vorgesehen, doch konnte er krankheitshalber nicht teilnehmen.
Vom 1. November 1937 bis zum 31. Januar 1939 war Hahn Fluglehrer und Staffelkapitän der 1. Staffel an der neu eingerichteten Jagdfliegerschule 1 in Werneuchen. Am 1. Februar 1939 erfolgte die Beförderung zum Oberleutnant und seine Versetzung zum Stab der I. Gruppe des Jagdgeschwaders 3 in Merseburg. Am 11. Oktober 1939 wurde er zum Jagdgeschwader 2 versetzt, wo er am 15. Dezember 1939 Staffelkapitän der 4. Staffel in der neu gebildeten II. Gruppe in Zerbst wurde. Am 14. Mai 1940 errang Hahn im Westfeldzug seine beiden ersten Luftsiege, von denen allerdings nur einer offiziell bestätigt wurde. In der Luftschlacht um England wurde ihm nach nunmehr zwanzig Luftsiegen am 24. September 1940 das Ritterkreuz des Eisernen Kreuzes verliehen. Am 29. Oktober wurde er zum Hauptmann befördert und zum Kommandeur der III. Gruppe im Jagdgeschwader 2 ernannt. Nach dem 42. Luftsieg erhielt er am 14. August 1941 das Eichenlaub zum Ritterkreuz des Eisernen Kreuzes. Den 60. Luftsieg erzielte Hahn am 4. Mai 1942. Er war seit 16. Juli 1942 Träger des Deutschen Kreuzes in Gold. Am 1. November 1942 übernahm Hahn von Dietrich Adolf Hrabak als Kommandeur die II. Gruppe im Jagdgeschwader 54 an der Ostfront. Am 1. Januar 1943 erfolgte seine Beförderung zum Major. Am 26. Januar 1943 errang er seinen 100. Luftsieg.
Am 21. Februar 1943 musste Hahn nach einem Luftkampf mit P-39 mit seiner Messerschmitt Bf 109 G-2 südlich von Salutsche bei Demjansk wegen Motorschadens und Beschädigung der linken Tragfläche notlanden, geriet in sowjetische Kriegsgefangenschaft und wurde zu sieben Jahren Lagerhaft verurteilt. Er kam in das Kriegsgefangenenlager Oranki, wo er sich offen gegen Walter Ulbricht und dessen Ziele wandte (Nationalkomitee Freies Deutschland).

### Nachkriegsjahre
Im Dezember 1949 kehrte Hahn nach seiner Entlassung aus der Gefangenschaft nach Deutschland zurück. Er kam zunächst in Köln-Flittard unter und arbeitete für die Auslandsabteilung der Bayer AG in Frankreich und England. Später wurde er Direktor bei der Wano Schwarzpulver GmbH in Kunigunde bei Goslar. 1977 ging Hahn in den Ruhestand und zog mit seiner Familie nach Südfrankreich. Er starb 1982 in München an Darmkrebs.
1951 veröffentlichte Hahn seine Erinnerungen an seine Kriegsgefangenschaft in Russland, die 1953 auch in einer französischen Übersetzung erschienen.

## Schriften
- Assi Hahn: Ich spreche die Wahrheit! Sieben Jahre kriegsgefangen in Russland. Bechtle-Verlag, Esslingen 1951.
  - französische Übersetzung: Du ciel aux enfers. Flammarion, Paris 1953.
  - tschechische Übersetzung: Zajatcem v Rusku. Elka Press, Prag 2016.